# Dödstecken
Dödstecken är de förändringar på en organisms kropp som indikerar att döden inträtt. Sådana förändringar har gemensamt att de alla är direkt orsakade av att blodcirkulationen upphört, att syre- och energibrist uppstått samt att ämnesomsättning i celler oåterkalleligt avstannat.

## Säkra dödstecken
De så kallade säkra dödstecknen är de som bevisar att döden inträtt, dessa tecken kallas även likfenomen.
- Rigor mortis
- Livor mortis
- Pallor mortis
- Algor mortis